# Morenkul
Morenkul ist ein Inselchen des Kwajalein-Atolls in der Ralik-Kette im ozeanischen Staat der Marshallinseln (RMI).

## Geographie
Das Motu liegt im nördlichen Riffsaums des Atolls zwischen Etcharai und Oniotto in einem Riffabschnitt, in dem die Motu relativ weit auseinanderliegen. Morenkul ist sowohl nach Westen als auch nach Osten mindestens 5 km vom nächstgelegenen Motu entfernt. Die Insel ist selbst ca. 100 m lang.

## Klima
Das Klima ist tropisch heiß, wird jedoch von ständig wehenden Winden gemäßigt. Ebenso wie die anderen Orte der Kwajalein-Gruppe wird Morenkul gelegentlich von Zyklonen heimgesucht.